# Ben l'Oncle Soul (album)
 (décembre 2013).
Si vous disposez d'ouvrages ou d'articles de référence ou si vous connaissez des sites web de qualité traitant du thème abordé ici, merci de compléter l'article en donnant les références utiles à sa vérifiabilité et en les liant à la section « Notes et références ».
Ben l'Oncle Soul  est le premier album studio du chanteur français Ben l'Oncle Soul. Il est sorti le 17 mai 2010 chez Motown. Il est certifié 3x[Quoi ?] Platine.

## Genèse de l'album

### Production
Le single Soulman est sorti en 2010 et a été 14e dans le classement en france.

## Liste des pistes
| 1.  | Seven Nation Army     |  |  | 2:59 |
| 2.  | Soulman               |  |  | 3:45 |
| 3.  | Petite sœur           |  |  | 4:14 |
| 4.  | Mon amour             |  |  | 3:51 |
| 5.  | Elle me dit           |  |  | 4:06 |
| 6.  | I Don't Wanna Waste   |  |  | 4:24 |
| 7.  | Come Home             |  |  | 3:47 |
| 8.  | L'ombre d'un homme    |  |  | 4:48 |
| 9.  | Ain't Off to the Back |  |  | 3:51 |
| 10. | Lise                  |  |  | 4:17 |
| 11. | Demain j'arrête       |  |  | 3:07 |
| 12. | Partir                |  |  | 4:11 |
| 13. | Lose It               |  |  | 3:35 |
| 14. | Back for You          |  |  | 4:48 |